# Casa natal de William Shakespeare
La casa natal de Shakespeare (en inglés: Shakespeare's Birthplace) es una casa de entramado de madera, restaurada del siglo XVI, y situada en Henley Street, Stratford-upon-Avon, Warwickshire, Inglaterra, donde se cree que William Shakespeare nació en 1564 y pasó sus años de infancia. Actualmente es un pequeño museo abierto al público y una popular atracción turística, cuya propiedad y administración está en manos de la fundación Shakespeare Birthplace Trust.

## Descripción

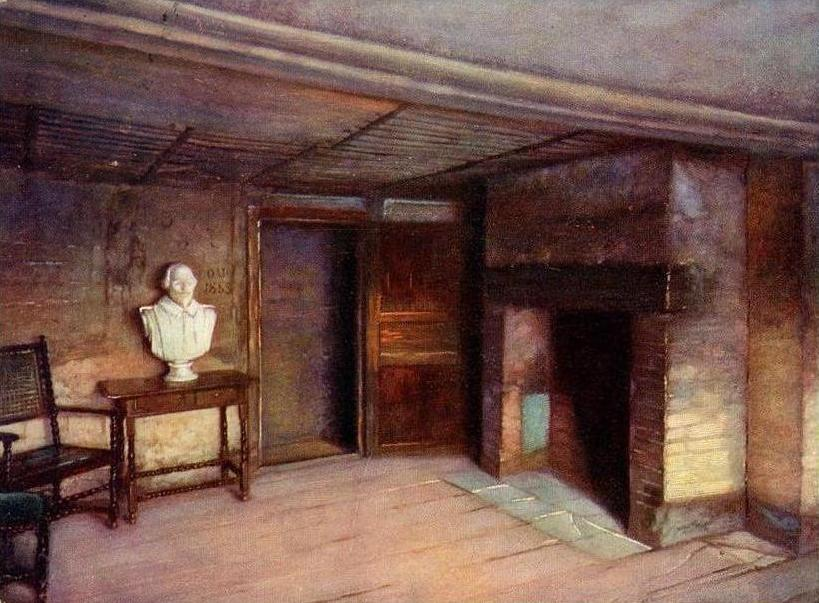
La habitación del segundo piso donde se cree que nació Shakespeare. Foto de artista desconocido, 1903.

La casa en sí es relativamente sencilla, pero a finales del siglo XVI se la habría considerado una vivienda importante. John Shakespeare, el padre de William, era fabricante de guantes y comerciante de lana, y la casa originalmente estaba dividida en dos partes para permitirle llevar a cabo su negocio.
El edificio no se destaca arquitectónicamente y, como es típico de la época, fue construido con adobe y cañas alrededor de un marco de madera. En su construcción se utilizó roble local del bosque de Arden y piedra azul grisácea de Wilmcote, mientras que las grandes chimeneas se hicieron con una combinación inusual de ladrillo antiguo y piedra, y la planta baja tiene pisos de losas de piedra.
El plano del edificio era originalmente un rectángulo. De noroeste a sureste, la planta baja constaba de un salón con chimenea, un salón contiguo con una gran chimenea abierta, un pasillo transversal y, finalmente, una habitación que probablemente sirvió como taller de John Shakespeare. Esta disposición se reflejó en el primer piso con tres cámaras a las que se accedía por una escalera desde el vestíbulo, probablemente donde se encuentran las escaleras actuales. Tradicionalmente, la habitación situada encima del salón es la que se considera como la sala en la que nació Shakespeare. Posteriormente se construyó una casa independiente de una sola bahía, hoy conocida como Joan Hart's Cottage, en el extremo noroeste de la casa, y se añadió la cocina actual en la parte trasera con una cámara encima.

## Historia

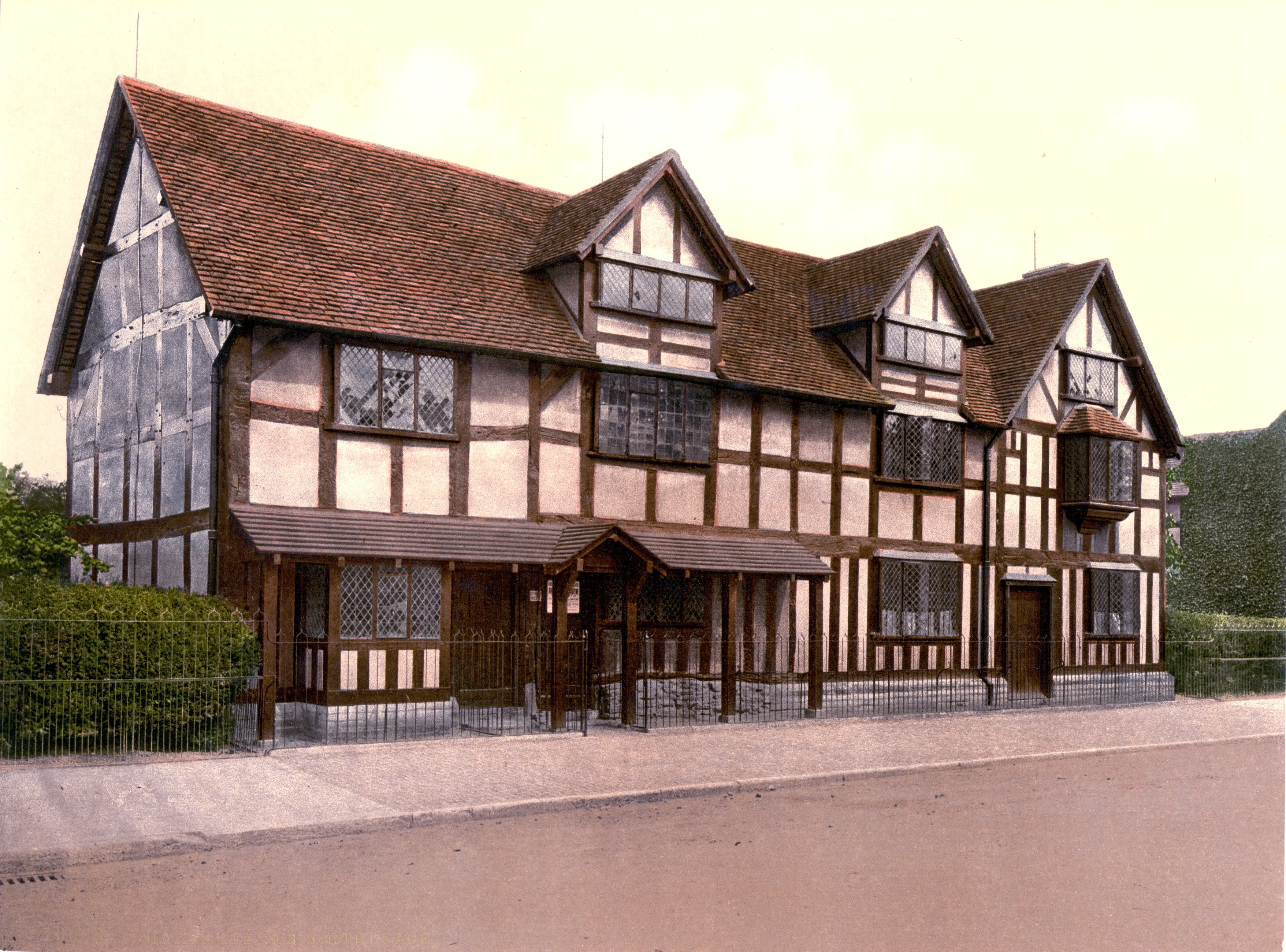
La casa natal de Shakespeare (como se veía entre 1890 y 1905).

Existen diferentes opiniones sobre el origen del edificio. Puede haberse construido en el siglo XV, pero lo más probable es que se proceda de mediados del siglo XVI.
Los registros muestran que en 1552 John Shakespeare fue multado por dejar un montón de estiércol afuera de su casa en Henley Street, lo que sugiere que habría estado viviendo allí en ese momento. En el relato de Jephson sobre la época de Shakespeare en Stratford, afirma que en la época del nacimiento de Shakespeare su padre alquilaba la propiedad, y que diez años más tarde pudo comprar dos casas en propiedad absoluta en Henley Street. La casa permaneció en la familia hasta que fue transmitida por última vez a la hija de William Shakespeare y, considerando que William nació en 1564, es bastante seguro que nació y creció allí.

### Propiedad

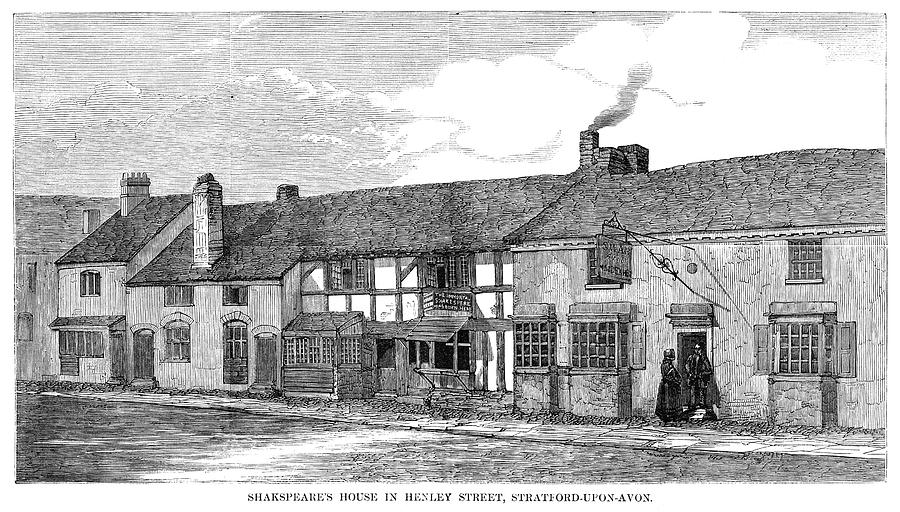
El lugar de nacimiento de Shakespeare tal como era en 1847 antes de la restauración. Grabado por W. J. Linton según un dibujo de Edward Duncan.

La propiedad del edificio pasó a William tras la muerte de John Shakespeare. Sin embargo, en ese momento William ya era propietario de New place en Stratford y no necesitaba las instalaciones de Henley Street como hogar para él o su familia. En consecuencia, la casa principal fue arrendada a Lewis Hiccox, quien la convirtió en una posada conocida como Maidenhead (más tarde Swan and Maidenhead Inn) y la pequeña casa de una sola bahía al noroeste se destinó a uso residencial. Al momento de la muerte de Shakespeare en 1616, estaba ocupada por Joan Hart, su hermana recientemente viuda.
Según los términos del testamento de Shakespeare, la propiedad de todo el edificio (la posada y la cabaña de Joan Hart) pasó a su hija mayor, Susanna. En 1649 pasó a su única hija, Elizabeth, y luego en 1670 a Thomas Hart. Hart era descendiente de la hermana de Shakespeare, Joan, cuya familia había continuado como inquilina de la casa más pequeña después de su muerte en 1646. Toda la propiedad permaneció en propiedad de los Hart hasta 1806, cuando fue vendida a un carnicero, Thomas Court, quien también se hizo cargo de la gestión del Swan and Maidenhead Inn. La casa más pequeña permaneció ocupada por Thomas Hornby, otro carnicero, a quien los Hart se la habían alquilado cuando se mudaron de Stratford en la década de 1790. La señora Hornby continuó como inquilina y guardiana de la casa natal de Shakespeare hasta que su alquiler se incrementó en 1820.

### Adquisición

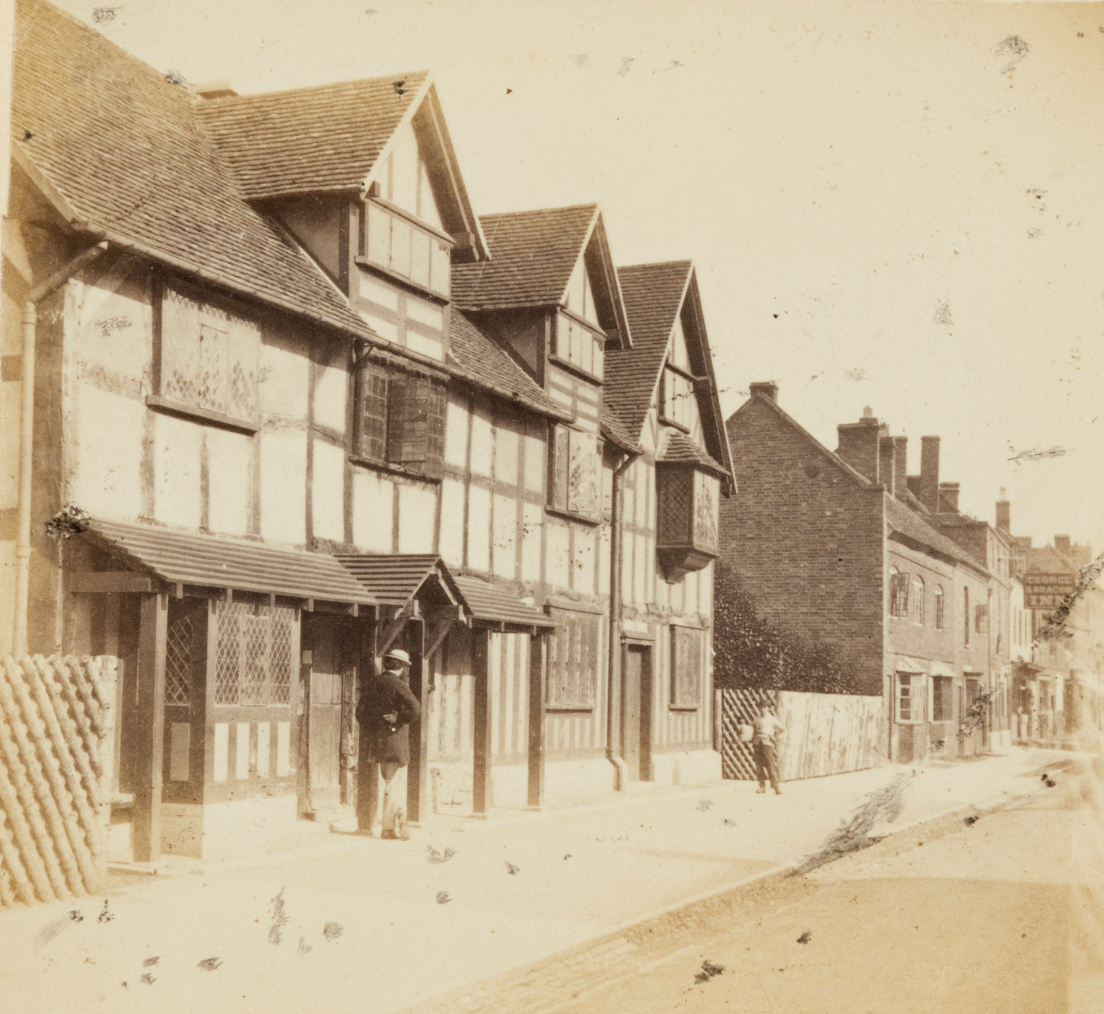
Casa natal de Shakespeare, Henley Street, Stratford-On-Avon, Ernest Edwards, 1863, en Shakespeare, su lugar de nacimiento, su hogar y su tumba, Jephson, J., y Edwards, E. (1864).

Una vez que la línea familiar llegó a su fin, la casa cayó en un estado de abandono hasta que se reavivó el interés en el siglo XVIII. Isaac Watts, Charles Dickens, Sir Walter Scott y Thomas Carlyle estuvieron entre las personalidades notables que visitaron el lugar de nacimiento y autografiaron las paredes y las ventanas. Muchas de las firmas aún permanecen en los cristales de las ventanas de la casa, aunque las paredes firmadas fueron pintadas hace mucho tiempo. Un libro de registro de invitados incluye las firmas de Lord Byron, Alfred Tennyson, John Keats y William Thackeray.

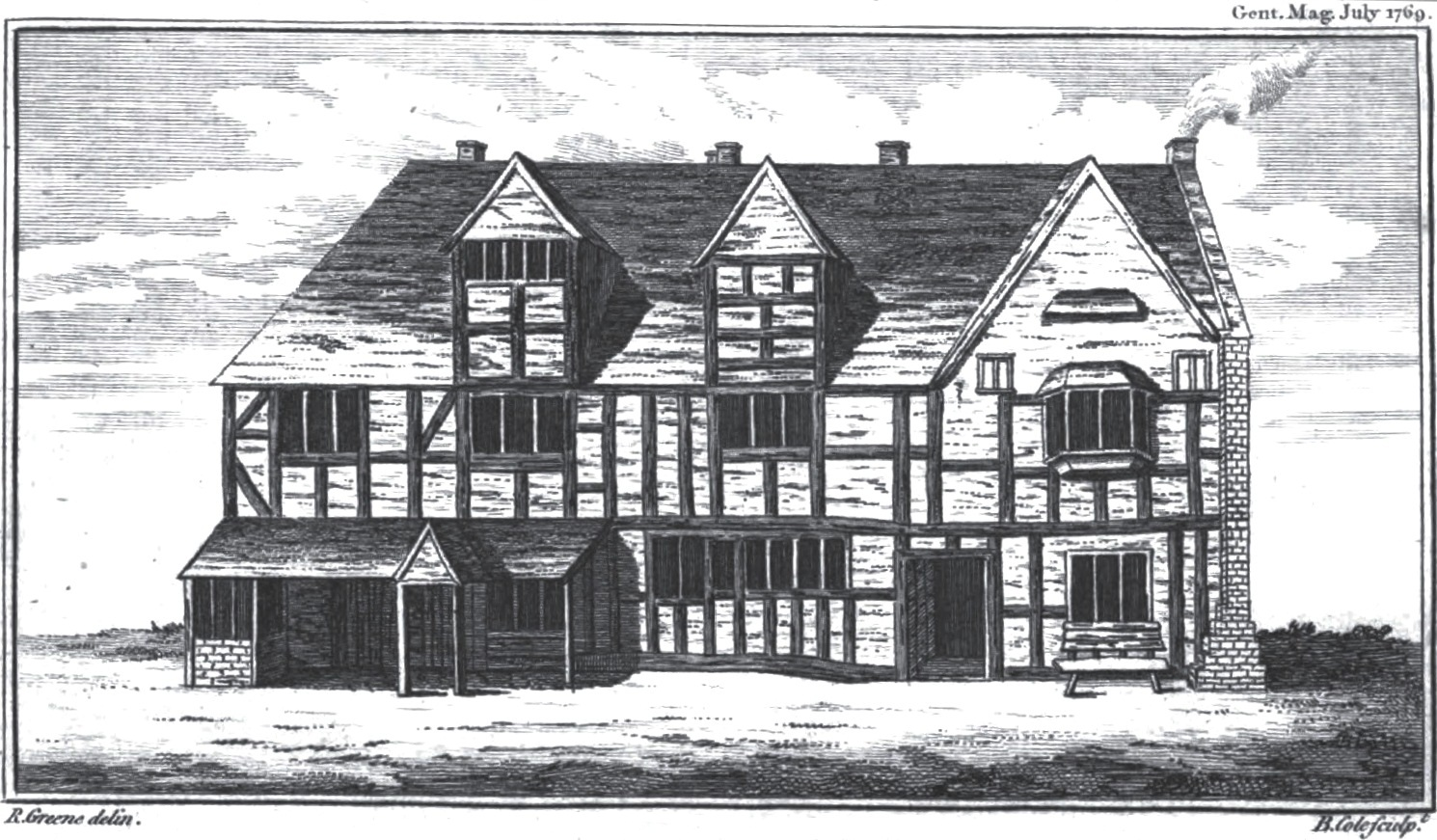
La restauración se basó en este grabado, publicado por primera vez en The Gentleman's Magazine en julio de 1769. Grabado de Benjamin Cole según un dibujo de Richard Greene.

El interés en la propiedad aumentó nuevamente cuando todas las instalaciones se pusieron a la venta tras la muerte de la viuda de Court en 1846. El showman estadounidense P. T. Barnum propuso comprar la casa y enviarla «ladrillo a ladrillo» a Estados Unidos. En respuesta, se creó el Comité del Cumpleaños de Shakespeare (que luego se convirtió en el Shakespeare Birthplace Trust por una ley local del Parlamento) y, con la ayuda de donantes, incluido Dickens, el comité recaudó las 3000 libras necesarias y la compró al año siguiente.

### Restauración
Una vez que el comité (fideicomiso) adquirió el edificio, se pudo continuar con los trabajos de restauración. Originalmente la Casa Natal formaba parte de una terraza con casas posteriores construidas a ambos lados, y la primera etapa en su conservación fue su destrucción, pensada necesaria para evitar el riesgo de que cualquier incendio se propagara desde ellas a la Casa Natal.
Fotografías antiguas revelan que, a principios del siglo XIX, una parte de la fachada de la Casa Natal estaba revestida con ladrillo. Esta fue una alternativa económica a la práctica común de reemplazar edificios con estructura de madera y reconstruirlos con ladrillo en la Inglaterra del siglo XVIII. Tomando como referencia un grabado de 1769 y teniendo en cuenta la evidencia arquitectónica superviviente, una reconstrucción realizada por el Trust entre 1857 y 1864 restauró el exterior del edificio a su estado del siglo XVI.

## En la actualidad

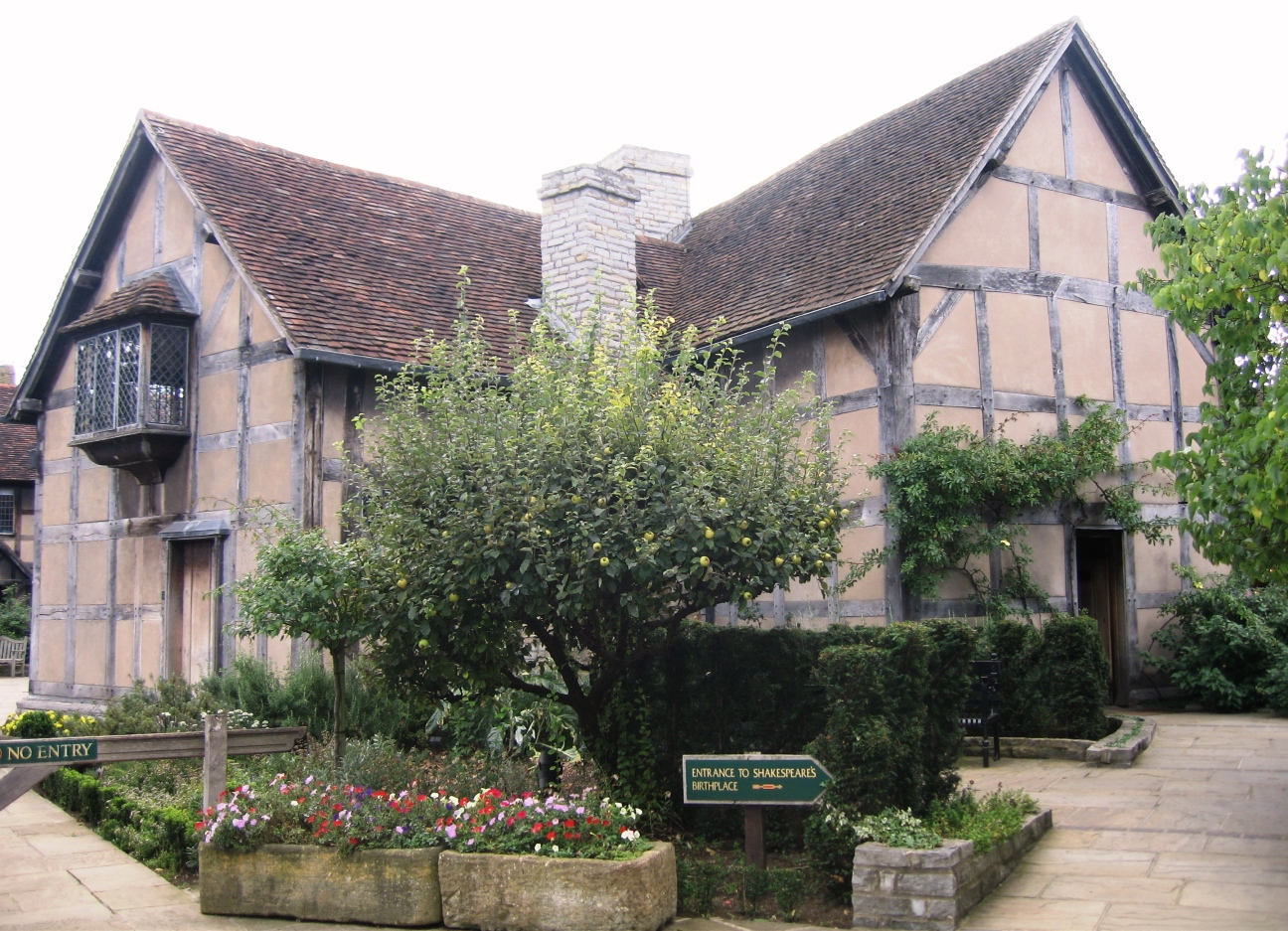
Jardín en la parte trasera de la casa en 2006.

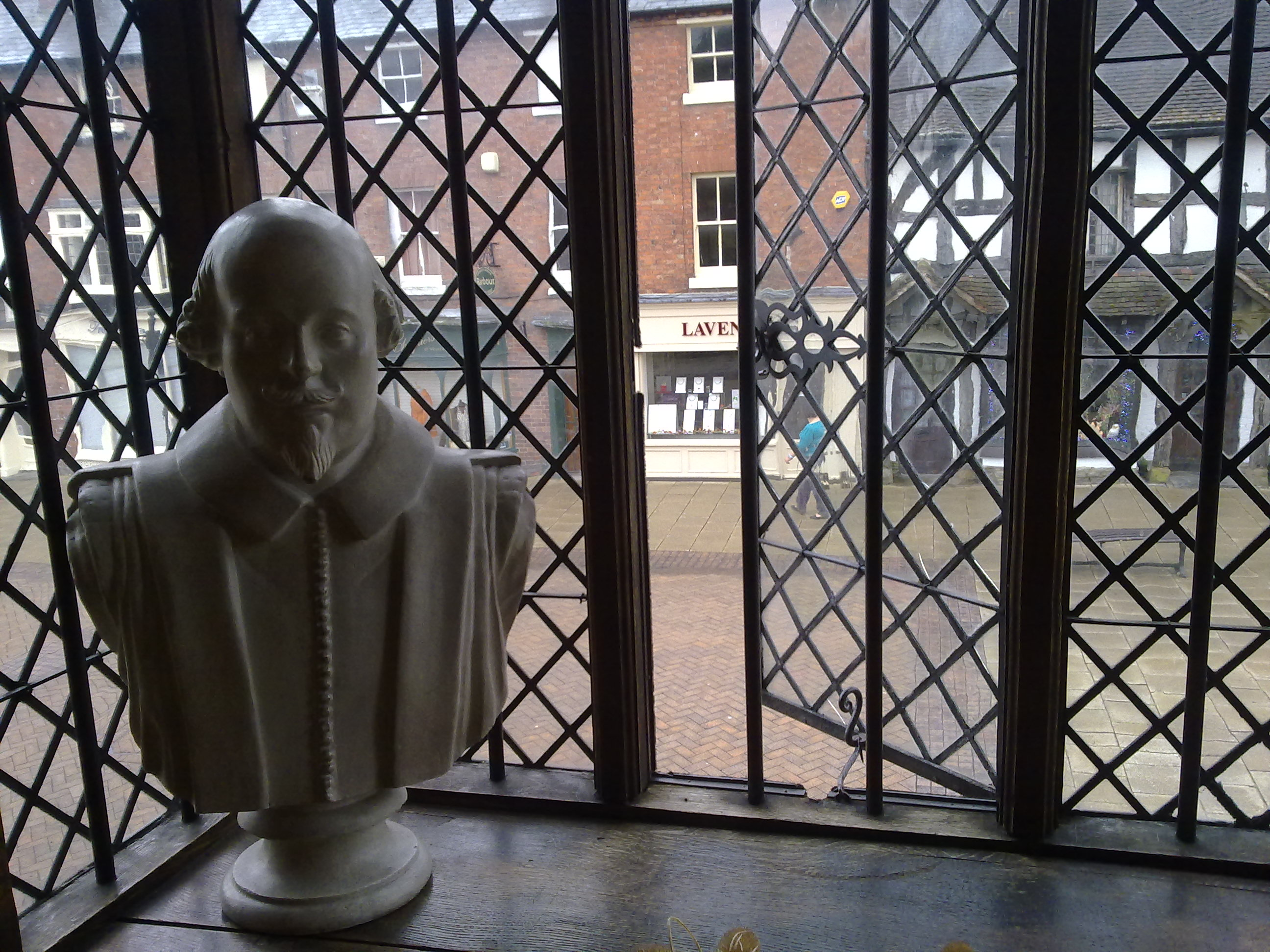
La vista hacia Henley Street desde el piso superior de la casa natal de Shakespeare en Stratford-upon-Avon.

Junto a la casa natal se encuentra el Centro Shakespeare, un moderno centro de visitantes de cristal y hormigón que constituye la sede del Shakespeare Birthplace Trust. La fuerza impulsora detrás de su construcción y apertura en 1964 fue Levi Fox, director del Trust desde 1945 hasta 1989, con el objetivo de albergar adecuadamente su biblioteca, documentos y colecciones. Además de mostrar exposiciones relacionadas con Shakespeare, el Centro Shakespeare también ofrece acceso público al lugar de nacimiento.
La casa de Shakespeare recrea una imagen de la vida familiar en la época de Shakespeare, con muebles domésticos de la época, una ventana de vidrio con las firmas de los visitantes de la casa a lo largo de los siglos y el taller de fabricación de guantes de John Shakespeare.
El jardín amurallado en la parte trasera de la casa ha sido especialmente plantado con flores y hierbas que habrían sido conocidas en la época de Shakespeare.